# ジークムント・ラレマント
ジークムント・ラレマント（Siegmund L'Allemand、1840年3月8日 - 1910年12月24日）は、オーストリアの画家である。戦争画や風俗画、肖像画を描いた。

## 略歴
ウィーンで生まれた。南ドイツで彫金の仕事で知られるコンラート・クリスティアン・ラレマント(Conrad Christian L'Allemand: 1752–1830)を祖先にもつ美術家一族の出身で、父親のタデーウス・ラレマント(Thaddäus L'Allemand: 1810-1872)は版画家で、叔父に美術家のコンラート・ラレマント(Conrad L'Allemand: 1809-1880）とフリッツ・ラレマント（Fritz L'Allemand: 1812-1866)がいる。
戦争画を得意とする叔父のフリッツ・ラレマントから指導を受けた後、ウィーン美術アカデミーでクリスティアン・ルーベンやカール・フォン・ブラースに学んだ。
1864年からウィーンの芸術家団体「クンストラーハウス(Künstlerhaus)」の会員となった。1864年の第二次シュレースヴィヒ＝ホルシュタイン戦争と1866年の第三次イタリア独立戦争に出兵したオーストリアの戦争画家として働いた。1867年のパリ万国博覧会の展覧会に出展して入賞し、1876年に美術アカデミーのライヘル賞(Reichel-Preis)を受賞し、1879年にカール・ルートヴィヒ・メダル(Karl-Ludwig-Medaille)を受賞した。 美術家グループの「Deutscher Kunstakademiker Athenaia」のメンバーであった。
1883年からウィーン美術アカデミーの教授となった。1907年にアドルフ・ヒトラーが美術アカデミーの入学試験に落第した時の選考委員の一人であった。

## 作品

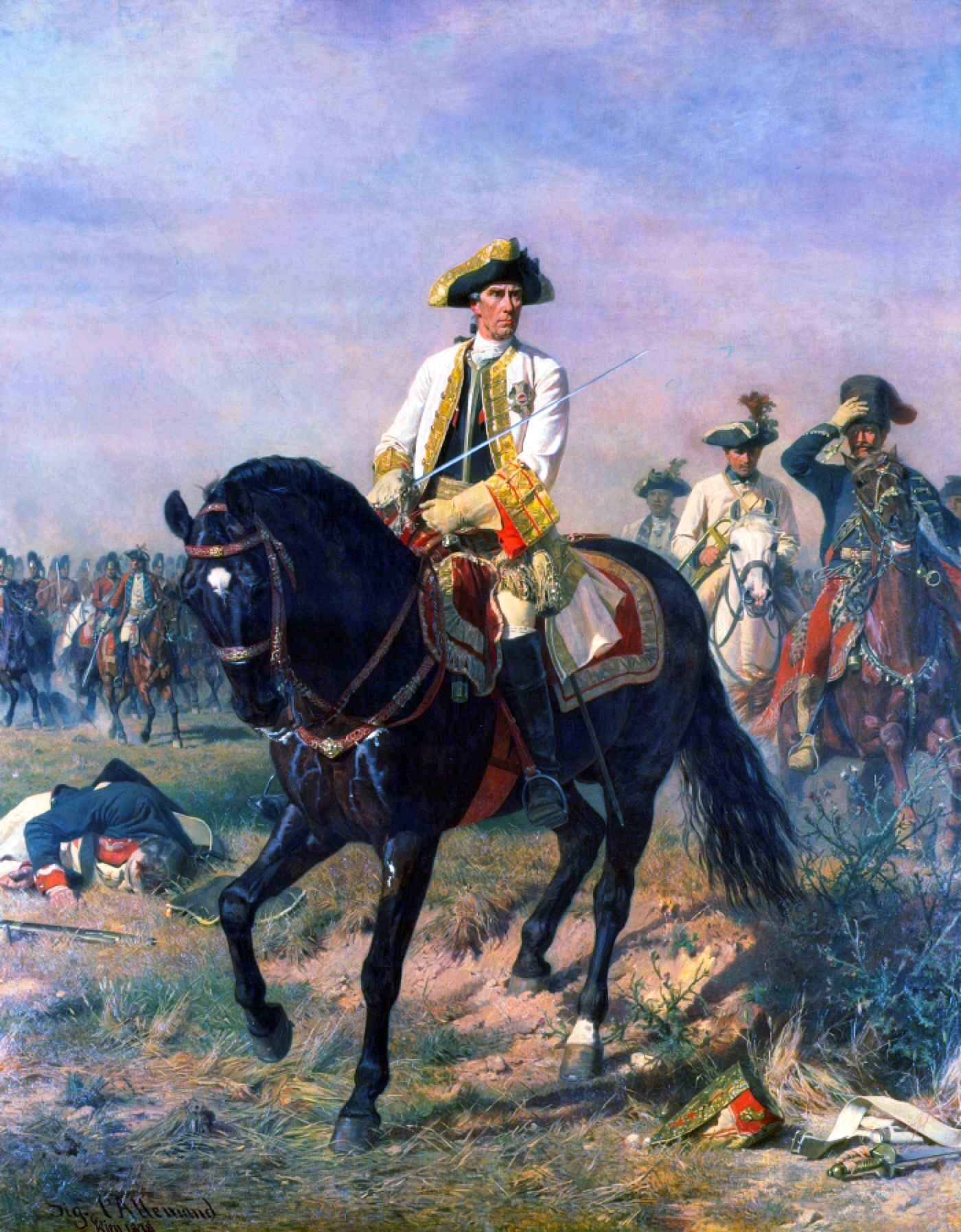
オーストリア将軍ラウドン (1878) ウィーン軍事史博物館
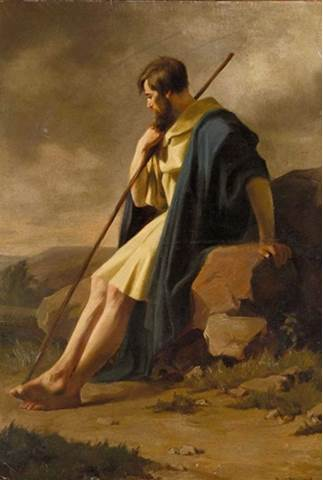
休息する羊飼い (c.1859)
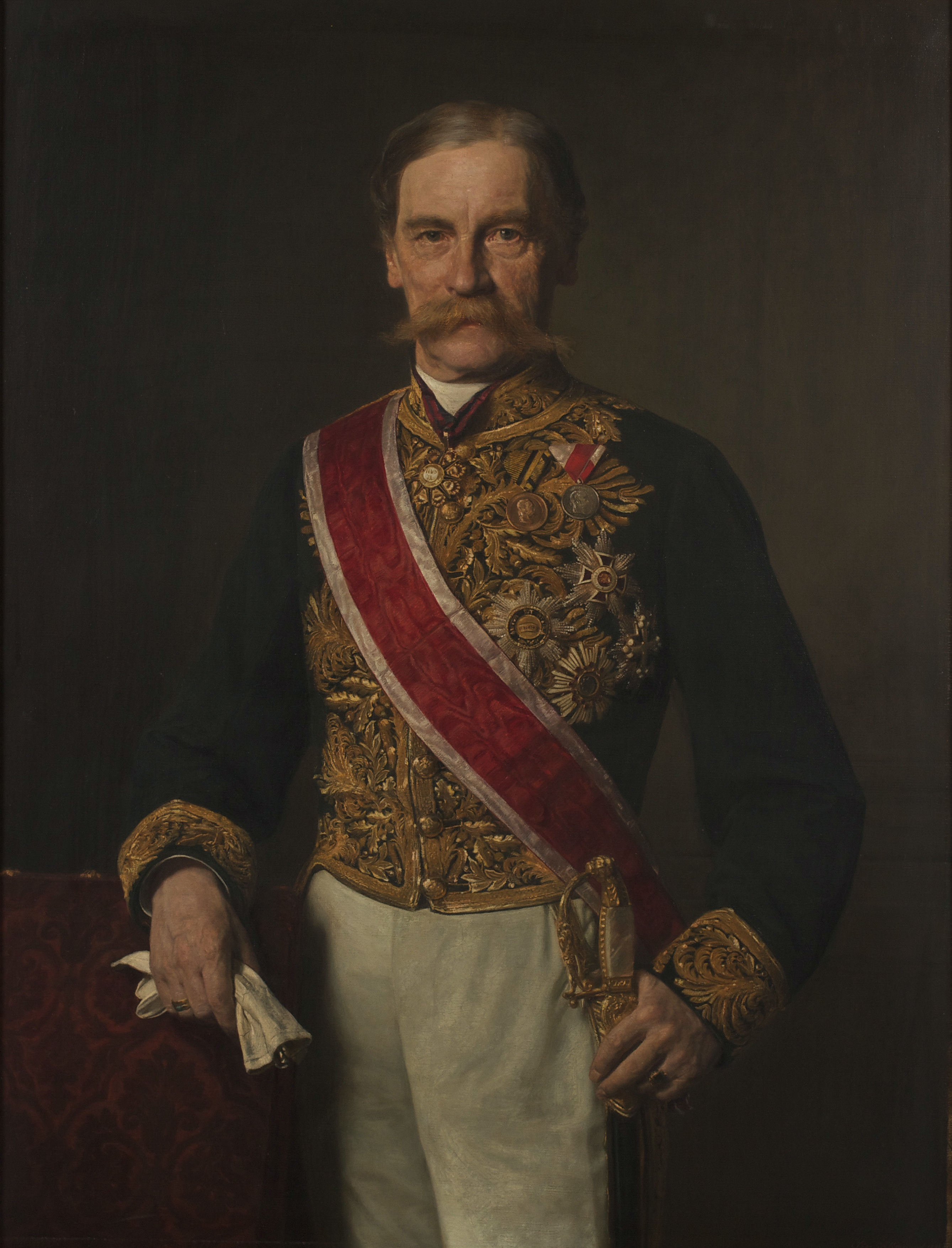
肖像画  (1892) オーストリア・ギャラリー
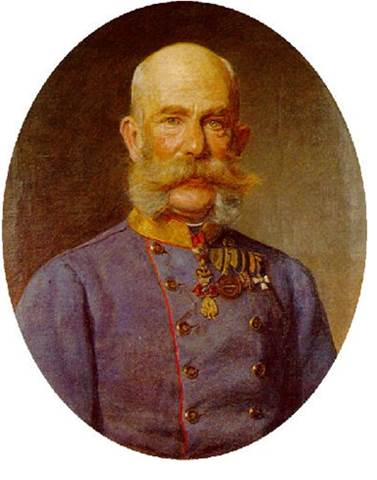
フランツ・ヨーゼフ1世 (オーストリア皇帝) (1891)

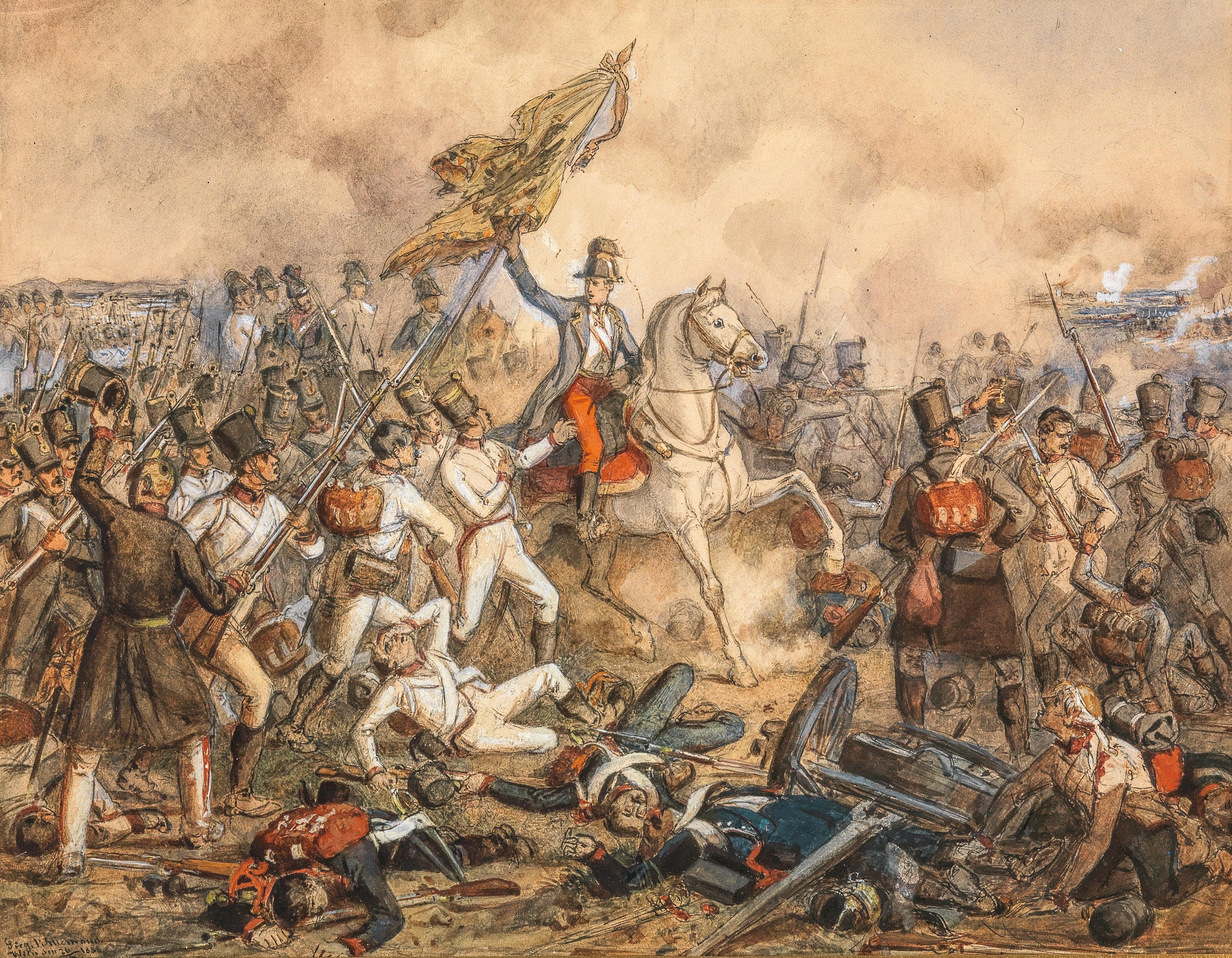
アスペルン・エスリンクの戦いのカール大公 (1858)
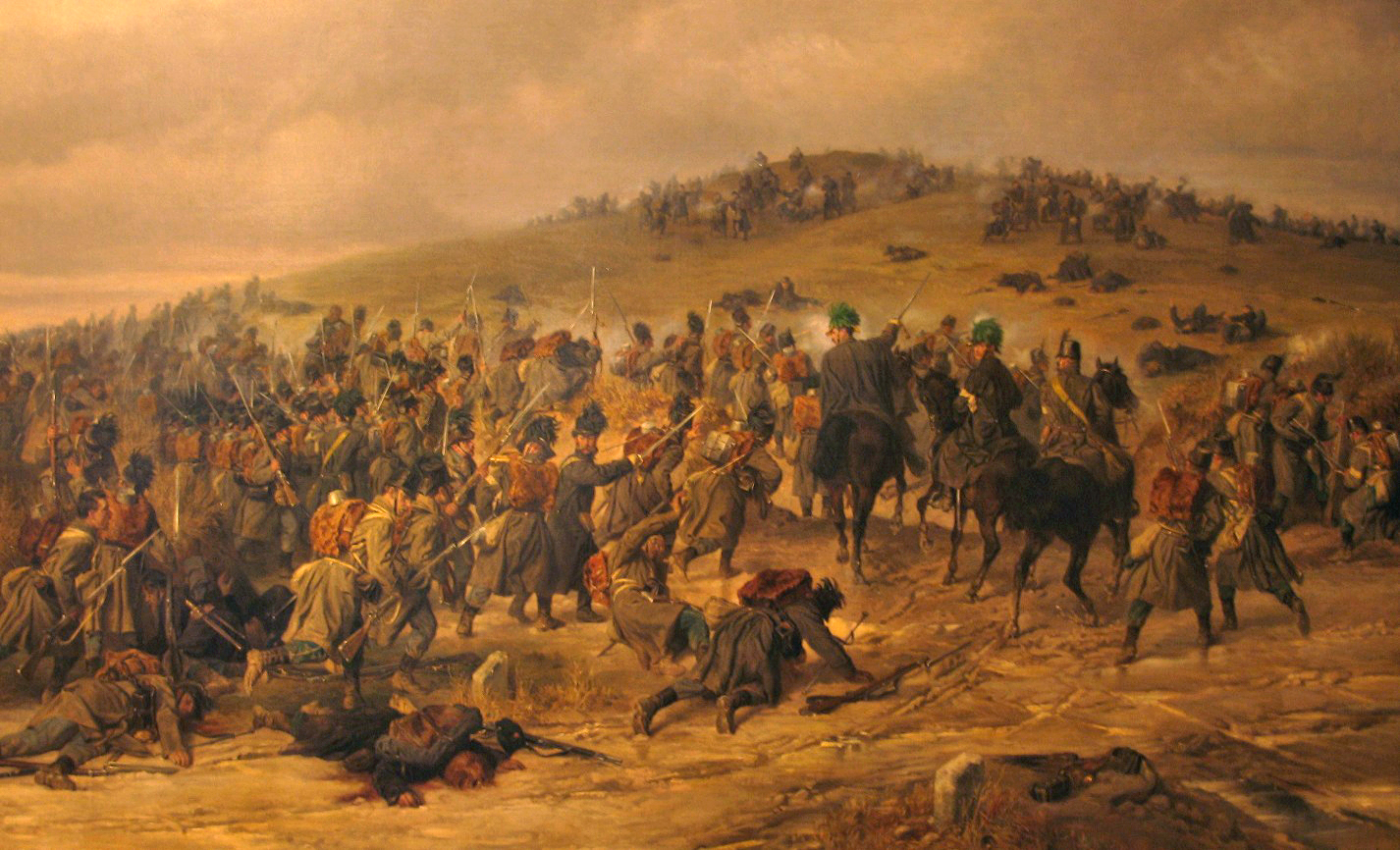
1864年2月3日のオーバーゼルク(Oberselk)の戦いのオーストリア軍 ウィーン軍事史博物館
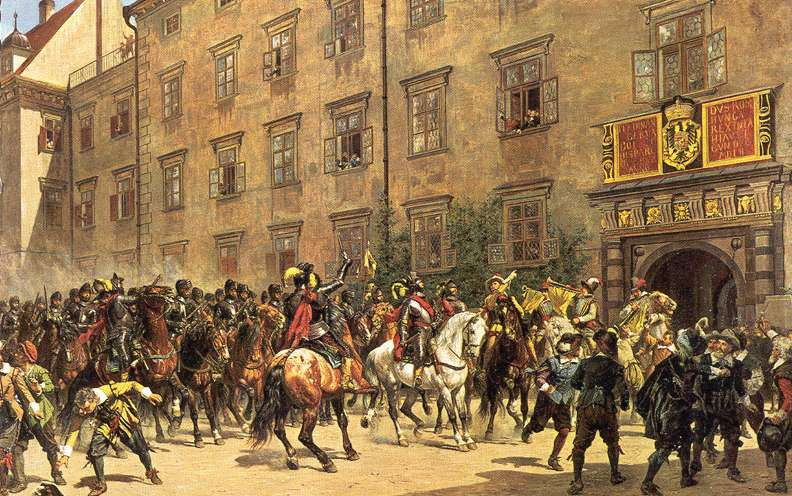
フェルディナント2世 (神聖ローマ皇帝)の戴冠式